# Wapen van Buggenum

Het wapen van Buggenum

Het wapen van Buggenum werd op 5 november 1901 per Koninklijk Besluit aan de Nederlands Limburgse gemeente Buggenum toegekend. Het wapen bleef tot 1 oktober 1942 in gebruik, waarna de gemeente op is gegaan in de gemeente Haelen. Het wapen van Haelen kreeg eveneens de muziekhorens, net als het wapen van de in 2007 ontstane gemeente Leudal.

## Blazoenering
De blazoenering van het wapen luidde als volgt:
Gedeeld; I in goud drie jachthorens van keel, beslagen van zilver, de groote openingen rechts gewend, geplaatst 2 en 1 (Graafschap Horne); II in keel een omgewende leeuw van zilver, getongd en gekroond van goud (geslacht De Keverberg). Het schild vastgehouden door de daarachter geplaatste figuur van de H. Aldegondis, gekleed in een kloosterhabijt van zilver; met mantel van sabel, houdende in de rechterhand een geopend boek van zilver en in de linker, die op het schild rust, een abbatialen staf van goud; het hoofd omgeven door een gouden aureool, gelaat en handen van natuurlijke kleur, staande op een golvend water van azuur, boven haar hoofd een duif met uitgespreide vleugels van zilver, gebekt en geklauwd van keel, met een gouden aureool om het hoofd.
Het wapen is gedeeld: het eerste deel is goud van kleur met daarop drie rode jachthorens, dit is gelijk aan het wapen van het graafschap Horne, dit wapen komt ook in andere gemeentewapens in Brabant en Limburg terug. Het tweede deel is rood met daarop een staande leeuw van zilver met gouden kroon en tong. Dit is het wapen van de familie Van Keverberg. De leeuw staat naar heraldisch links. Hoewel twee metalen (zilver en goud) elkaar in de heraldiek niet mogen aanraken is dit wapen geen raadselwapen omdat lichaamsdelen wel beide van een metaal mogen zijn.
Achter het wapen staat de heilige Aldegonda of Aldegondis. De heilige is gekleed in een zilveren habijt met daar overheen een zwarte mantel. In haar rechterhand heeft zij een opengeslagen zilveren boek en in haar linkerhand een gouden kromstaf. Als teken dat Aldegonde een heilige is heeft zij een gouden aureool. Ook de duif heeft een gouden aureool om het hoofd en is zelf van zilver. Wat betreft de metalen geldt hier hetzelfde als bij de leeuw, maar daarbij komt dat een aureool "van nature" van goud is. Aldegonde zelf heeft een gezicht en handen van natuurlijke kleur. Zij staat op een ondergrond van blauw, golvend water.

## Geschiedenis
Na 1703 werd verscheen er voor het eerst een zegel waar de schepenbank mee zegelde. Het zegel vertoonde de parochieheilige Sint Aldegonde achter het wapenschild van de graven van Horne. Het wapen werd gebruikt, terwijl het geslacht Horn op dat moment al ruim 160 jaar niet meer over het gebied regeerde.
Het wapen toont aan de heraldisch rechterzijde het wapen van het graafschap Horne. Buggenum behoorde ooit tot het graafschap Horne. Het gebied heeft ook ooit tot het Land van den Bergh en tot Horion behoord. De kerk in Buggenum was gewijd aan Sint Aldegonde, waardoor zij als schildhouder fungeert.
Zowel het wapen van Horne als het wapen van De Keverenberg zijn verkeerd weergegeven. De horens van Horne horen geen muziekhorens te zijn, maar horens van een rund. De leeuw van De Keverenberg hoort dubbelstaartig te zijn met een rode tong, in plaats van een gouden.

## Vergelijkbare wapens
Onderstaande wapens zijn op historische gronden (gedeeltelijk) te vergelijken met het wapen van Buggenum.

Het wapen van het graafschap Horne
Het wapen van Haelen
Het wapen van Haelen tussen 1950 en 1991
Het wapen van Leudal
Het wapen van Nederlands Limburg
Het wapen van Luik

Ambt Montfort
· Amby
· Amstenrade
· Arcen en Velden
· Baexem
· Beegden
· Beek
· Belfeld
· Bemelen
· Berg en Terblijt
· Bingelrade
· Bocholtz
· Borgharen
· Born
· Broekhuizen
· Broeksittard 
· Buggenum
· Bunde
· Cadier en Keer
· Echt 
· Eijsden
· Elsloo
· Eygelshoven
· Geleen
· Gennep
· Geulle
· Grathem
· Grevenbicht
· Gronsveld
· Grubbenvorst
· Gulpen 
· Haelen
· Heel
· Heel en Panheel
· Heer
· Helden
· Herten
· Heythuysen
· Hoensbroek
· Horn
· Horst
· Houthem
· Hulsberg
· Hunsel
· Itteren
· Jabeek
· Kessel
· Klimmen
· Limbricht
· Linne
· Maasbracht
· Maasbree
· Maasniel
· Margraten
· Meerlo
· Meerlo-Wanssum
· Meerssen
· Meijel
· Melick en Herkenbosch
· Merkelbeek
· Mheer
· Montfort
· Munstergeleen
· Neer
· Neeritter
· Nieuwenhagen
· Nieuwstadt
· Noorbeek
· Nuth
· Onderbanken
· Obbicht en Papenhoven
· Ohé en Laak
· Oirsbeek
· Ottersum
· Oud-Valkenburg
· Oud-Vroenhoven
· Posterholt
· Roggel
· Roggel en Neer
· Roosteren
· Schaesberg
· Schimmert
· Schinnen
· Schinveld
· Sevenum
· Simpelveld
· Sint Geertruid
· Sint Odiliënberg
· Sint Pieter
· Sittard
· Slenaken
· Spaubeek
· Stramproy
· Stevensweert
· Susteren
· Swalmen
· Tegelen
· Thorn
· Ubach over Worms
· Ulestraten
· Urmond
· Valkenburg
· Vlodrop
· Wanssum
· Wessem
· Wijlre
· Wijnandsrade
· Wittem